# Påföljdseftergift
Påföljdseftergift innebär att ingen påföljd för ett brott man döms för blir aktuell.
Är det med hänsyn till någon [..] omständighet [..] uppenbart oskäligt att döma till påföljd, skall rätten meddela påföljdseftergift. Brottsbalken (1962:700) 29 kap. 6 §.